# Escorca
Escorca este un municipiu în Palma de Mallorca, Insulele Baleare, Spania.

## Dealuri
- Puig Major (1445 m)
- Puig de Massanella (1364 m)
- Puig Tomir (1102 m)
- Puig Roig (1003 m)

1. ↑  Nomenclátor Geográfico de Municipios y Entidades de Población (20240402 edition)